# 大磁街道
大磁街道，是中华人民共和国内蒙古自治区包头市石拐区下辖的一个乡镇级行政单位。

## 行政区划
大磁街道下辖以下地区：
大磁社区。